# Cymbocarpum
Cymbocarpum là chi thực vật có hoa trong họ Apiaceae.